# Manduca boliviana
Manduca boliviana là một loài bướm đêm thuộc họ Sphingidae. M. boliviana gặp ở Bolivia.